# Rada Przyboczna
Rada Przyboczna (Beirath) – kolaboracyjne ciało doradcze utworzone 29 kwietnia 1848 we Lwowie przy gubernium zarządzanym przez gubernatora Franza Stadiona.
Gubernator Franz Stadion, aby ograniczyć oddziaływanie demokratów na społeczeństwo Galicji, zdecydował się utworzyć przy swoim urzędzie ciało doradcze, lojalne wobec niego i rządu austriackiego. Planował utworzyć je z arystokratów, w większości niechętnych demokratom i Centralnej Radzie Narodowej, nazywanych we Lwowie „targowicą”. Pomysł ten podsunął mu Karol Jabłonowski.
Początkowo gubernator próbował pozyskać również demokratów, ale po spotkaniu 27 kwietnia z Franciszkiem Smolką, zrezygnował z tego zamiaru. W związku z tym wysłał 28 kwietnia zaproszenia do niektórych ziemian, rabinów, księży greckokatolickich, mieszczan i urzędników. Byli oni odpowiednio dobrani, tak aby stworzyć pozory reprezentowania społeczeństwa Galicji. Część zaproszonych osób jednak odmówiła.
W końcu w dniu następnym udało się stworzyć Radę Przyboczną. W jej skład wchodzili: ks. Łukasz Baraniecki, Maurycy Dzieduszycki, Agenor Gołuchowski, Karol Jabłonowski, bp Hryhorij Jachymowycz, Abraham Kohn, Aleksander Krasicki, ks. Mychajło Kuzemśkyj, ks. Mychajło Małynowśkyj, Rachmail Mises, Gwalbert Pawlikowski, Klemens Raczyński, Florian Singer, Fortunat Skarzyński, Antoni Skibiński, Piotr Trzciński, Józef Widman, Adolf Pfeiffer, Leon Ludwik Sapieha. 
Różne były cele osób działających w tej instytucji: magnateria i bogata szlachta pragnęła powstrzymać lub odwlec zniesienie pańszczyzny i demokratyczne reformy; duchowieństwo greckokatolickie liczyło na reformę szkolnictwa galicyjskiego i poprawę losu ruskiej ludności (przeniosło ono swoją działalność do utworzonej 2 maja Głównej Rady Ruskiej); ksiądz Baraniecki liczył na opiekę gubernatora nad Galicyjskim Towarzystwem Kredytowym Ziemskim; rabini współpracowali z władzą, licząc na ochronę ich mniejszości; urzędnicy liczyli na ochronę przed reformą administracji i przejęciem stanowisk przez Polaków.
Rada Przyboczna została zorganizowana na wzór Centralnej Rady Narodowej. Liczyła 20 osób, które miały być podzielone na wydziały. Planowano również budowę struktur terenowych w postaci Rad Przybocznych przy cyrkułach i okręgach. Jednak gubernator nie znalazł czasu na określenie statutu i obowiązków rady, co spowodowało trwanie Rady raczej jako klubu dyskusyjnego bez określonych kompetencji. 
Rada była zdecydowanie wroga szlachcie, starała się również rozbudzić politycznie lud polski i ukraiński. To wszystko odstręczało szlachtę od współpracy z Radą. Część z nich zrezygnowała z udziału w Radzie po podpisaniu przez gubernatora okólnika znoszącego pańszczyznę w Galicji. Utworzyli oni 3 maja 1848 Stowarzyszenie Ziemiańskie. Ostateczny rozpad Rady nastąpił po tym, jak na początku czerwca Centralna Rada Narodowa doprowadziła do odwołania gubernatora Franza Stadiona do Wiednia.